# Saint-Just-le-Martel
Saint-Just-le-Martel település Franciaországban, Haute-Vienne megyében. Lakosainak száma 2654 fő (2022. január 1.). Saint-Just-le-Martel Aureil, Feytiat, Le Palais-sur-Vienne, Panazol, Royères és Saint-Priest-Taurion községekkel határos.

## Népesség
A település népessége az elmúlt években az alábbi módon változott:
| Lakosok száma | 2650 | 2691 | 2729 | 2677 | 2670 | 2670 | 2693 | 2701 | 2654 |
|               | 2013 | 2015 | 2016 | 2017 | 2018 | 2019 | 2020 | 2021 | 2022 |